# Безене
Безене (фр. Bézenet) насеље је и општина у централној Француској у региону Оверња, у департману Алије која припада префектури Монлисон.
По подацима из 2011. године у општини је живело 990 становника, а густина насељености је износила 99,6 становника/km². Општина се простире на површини од 9,94 km². Налази се на средњој надморској висини од 342 метара (максималној 376 m, а минималној 270 m).

## Демографија
| 1962. | 1968. | 1975. | 1982. | 1990. | 1999. | 2011. |
| ----- | ----- | ----- | ----- | ----- | ----- | ----- |
| 896   | 973   | 1.009 | 1.005 | 922   | 953   | 990   |

График промене броја становника у току последњих година